# Siegfried Palm
Siegfried Palm (* 25. April 1927 in Barmen; † 6. Juni 2005 in Frechen) war ein deutscher Cellist, der besonders als Interpret zeitgenössischer Musik bekannt wurde und zahlreiche Komponisten zu Werken anregte. Er war außerdem als Dozent, Theaterleiter und Musikfunktionär tätig.

## Leben
Siegfried Palm erlernte das Violoncello-Spiel mit neun Jahren beim Vater, später studierte er bei Enrico Mainardi. Nach seinem Studium spielte Palm als Solocellist in verschiedenen Orchestern, so u. a. in Lübeck, im NDR Sinfonieorchester Hamburg und dem WDR Sinfonieorchester Köln. Die letzte Anstellung behielt er bis 1968, danach widmete er sich ausschließlich seiner Lehrtätigkeit und einer solistischen Karriere, die ihn auf viele Festivals zeitgenössischer Musik führte. In Hamburg wurde er Mitglied der Freimaurerloge Zur deutschen Nordmark.
Palm spielte sowohl Uraufführungen von Cellokonzerten als auch zeitgenössische Kammermusik, er war von 1950 bis 1962 Mitglied des Hamann-Quartetts, spielte lange Jahre im Duo mit Aloys Kontarsky (Klavier) und war Mitglied des Klaviertrios Rostal/Schröter/Palm. Er war seit 1962 Leiter einer Meisterklasse für Violoncello an der Hochschule für Musik Köln und von 1972 bis 1976 Direktor der Musikhochschule Köln.
Palm hatte neben dem Cellospiel zahlreiche andere Engagements und Ämter, so war er Dozent bei den Internationalen Ferienkursen für Neue Musik in Darmstadt, 1976 bis 1981 Generalintendant der Deutschen Oper Berlin. Er war 1982–87 Präsident der Internationalen Gesellschaft für Neue Musik (IGNM/ISCM), Präsident des Deutsch-Französischen Kulturrates und leitete Meisterkurse und Workshops wie an der Carl-Flesch-Akademie in Baden-Baden, am Banff Centre for Continuing Education in Kanada und am Dartmouth College in den USA. Auch war er Juror und Jury-Vorsitzender bei internationalen Wettbewerben.
Palm regte Komponisten zu neuen Werken für sein Instrument an und verfasste selbst auch Lehrwerke wie Studien zum Spiel neuer Musik. Palm hat nicht unerheblichen Anteil daran, dass das Violoncello in der zeitgenössischen Musik zu einem der wichtigsten (Solo-)Instrumente avancierte. Siegfried Palm spielte ein Violoncello aus dem Jahre 1708, erbaut von Gianbattista Grancino in Mailand, das zuvor von Julius Klengel gespielt worden war.

## Aufnahmen (Auswahl)
Einspielungen von Siegfried Palm erschienen bei verschiedenen Schallplattenlabels, u. a. Deutsche Grammophon, EMI – Electrola, Philips und Teldec.
- Große Interpreten Neuer Musik: Siegfried Palm, Wergo.
- Intercomunicazione, DG.

## Uraufführungen
Folgende Komponisten schrieben neue Stücke für Palm, viele widmeten sie ihm: Dieter Acker, Sven-Erik Bäck; Boris Blacher; Hans Ulrich Engelmann; Morton Feldman; Johannes Fritsch (SUL B); Cristóbal Halffter; York Höller; Mauricio Kagel (Match für zwei Cellisten und einen Schlagzeuger); Milko Kelemen; Rolf Liebermann, György Ligeti (Cellokonzert); Tilo Medek; Krzysztof Penderecki (Sonate für Cello und Orchester); Robert HP Platz; Aribert Reimann; Wolfgang Rihm; Giuseppe Sinopoli; Dimitri Terzakis; Graham Waterhouse (Three Pieces for Solo Cello); Robert Wittinger (* 1945); Iannis Xenakis (Nomos Alpha); Isang Yun; Bernd Alois Zimmermann (Konzert, Canto di Speranza, Solosonate).

## Ämter, Mitgliedschaften
- Ehren-Präsident der ESTA (European String Teachers Association)
- Präsident des „Internationalen Jugendfestspieltreffens Bayreuth“
- Ehren-Präsident der GNM (Gesellschaft für Neue Musik; Deutsche Sektion in der IGNM)
- Ehrenmitglied der Deutschen Oper Berlin
- Ehrenbürger von Marsciano/Italien (Provincia Perugia)
- Honorarprofessor der Musikhochschule Lübeck
- Direktor der Hochschule für Musik Köln
- Mitglied der Akademie der Freien Künste Mannheim
- Mitglied des Dozenten-Teams beim Marlboro-Festival (USA)
- Mitglied des Präsidiums der Ensemble-Akademie
- Vorsitzender des Kuratoriums der Stiftung SinfoniMA
- Mitglied des Kuratoriums der Max-Reger-Stiftung

## Preise und Auszeichnungen
- Deutscher Schallplattenpreis 1969 und 1976
- Grand Prix du Disque International 1972 und 1975
- Verdienstkreuz 1. Klasse des Verdienstordens der Bundesrepublik Deutschland 1979
- „Fournier Award of Distinction“ Manchester
- „Chevalier du Violoncelle“ Indiana University, Bloomington USA
- Großes Verdienstkreuz des Verdienstordens der Bundesrepublik Deutschland
- Verdienstorden des Landes Nordrhein-Westfalen
- Offizier des Ordre des Arts et des Lettres
- Ritter des Ordre national du Mérite

## Schriften
- Studien zum Spielen neuer Musik. Edition Breitkopf 8334, Wiesbaden 1985.